# Rhissa Ag Boula
Rhissa Ag Boula é um político tuaregue nigerino e ex-líder de facções rebeldes durante as insurgências tuaregues de 1990-1995 e de 2007-2009. Ele foi Ministro do Turismo do Níger de 1996 a 1999 e novamente de 1999 a 2004. Sua prisão por acusações de assassinato em 2004 precipitou um conflito armado entre seus partidários e o governo nigerino.
Líder político após a paz de 1995, juntou-se novamente a uma facção rebelde em 2007, criando sua própria facção fora do país em 2008 e aderindo ao processo de paz em 2009. Em 2010, ele foi novamente preso após retornar ao Níger.

## Rebelde nos anos 1990 e líder político nos anos 2000
Ag Boula foi líder da Frente de Libertação de Aïr e Azaouak (FLAA) na década de 1990, um dos dois principais grupos rebeldes no conflito. Rhissa e Mano Dayak tornaram-se líderes conjuntos da frente combinada que negociou um acordo de paz com o governo do Níger, a Organização de Resistência Armada (ORA). Após os  Acordos de Ouagadougou de 15 de abril de 1995 e o golpe de Estado de 1996, Ag Boula continuou seu ativismo político sob o presidente golpista Ibrahim Baré Maïnassara e foi nomeado Ministro do Turismo do Níger de 1997 a abril de 1999. Nesta função, defendeu um maior turismo internacional na região de Agadez. Após o golpe de Estado de 1999 e o retorno à democracia, ele foi novamente (1999-2004) nomeado Ministro do Turismo sob o presidente Mamadou Tandja. Ag Boula esteve no executivo do partido União para a Democracia e o Progresso Social-Amana desde a sua fundação em 1990 até 2005, e presidente do partido de 2005-2008.

## Prisão em 2004
Em 2004, foi apontado como cúmplice no assassinato, em 26 de janeiro, do ativista do partido governante 
Movimento Nacional para a Sociedade do Desenvolvimento (MNSD), Adam Amangue, em Tchirozerine. Ag Boula foi demitido do cargo de ministro em 13 de fevereiro e, em 14 de julho, condenado por ordenar o assassinato de três outros homens. A partir de julho de 2005, vários ex-insurgentes tuaregues liderados pelo irmão de Rhissa, Mohamed Ag Boula, iniciaram uma série de ataques no norte, culminando no sequestro de três policiais nigerinos e um soldado, exigindo a libertação do ex-ministro. Uma negociação na Líbia resultou na libertação provisória de Ag Boula em março de 2005, um mês após a soltura em segurança dos reféns.

## Rebelião de 2007–2009
Em 2007, uma nova rebelião estourou no norte do Níger, em parte alegando que os acordos de 1995 não estavam sendo honrados. Ag Boula primeiro tentou mediar em nome dos rebeldes a partir do exílio na Europa. Em janeiro de 2008, ele anunciou que se juntaria ao movimento rebelde, provocando a condenação do governo de Niamey. A liberdade provisória de Ag Boula pelas acusações de 2004 foi retirada e um tribunal o condenou à revelia por assassinato. Em 13 de julho de 2008, um tribunal do Níger condenou-o à morte. No final de 2008, Ag Boula anunciou que estava formando sua própria facção do movimento rebelde, a Front des forces de redressement (FFR). Em 2009, a FFR juntou-se ao processo de paz patrocinado pela Líbia que resultou no fim do conflito em maio de 2009 e uma anistia geral para crimes cometidos durante a insurgência.

## Reabilitação e regresso à vida política
Após o golpe de Estado de 18 de fevereiro de 2010 contra o governo nigerino, Ag Boula e outros ex-líderes rebeldes retornaram a Niamey, pressionando a junta para acelerar a reintegração dos ex-rebeldes. Em 29 de março, Ag Boula foi preso em Niamey, junto com Kindo Zada, um major do Exército que desertou para os rebeldes em 2007. Ambos foram considerados pela imprensa como investigados por crimes não relacionados à rebelião de 2007-2009.
Em 4 de dezembro de 2010, as acusações contra si foram indeferidas pelo Tribunal Criminal de Niamey e ele foi inocentado de todas as suspeitas.
Em janeiro de 2011, Ag Boulsa foi eleito Conselheiro Regional de Agadez para um mandato de quatro anos e, em setembro de 2011, nomeado conselheiro do Presidente da República, Mahamadou Issoufou.
Em setembro, foi relatado que Ag Boulsa foi visto liderando um grande comboio entrando no Níger vindo da Líbia, consistindo de mais de uma dúzia de caminhonetes com tropas líbias bem armadas. Ag Boulsa negou que estivesse no comboio.
Foi contrário a rebelião que ocorreu no Mali a partir de janeiro de 2012.